# الانتخابات الرئاسية الكورية الجنوبية 1963
الانتخابات الرئاسية الكورية الجنوبية 1963 هي انتخاب مباشر جرت في 15 أكتوبر 1963، في كوريا الجنوبية، لانتخاب رئيس كوريا الجنوبية.
فاز بالانتخابات باك تشونغ هي.